# Mats-Ola Carlsson
 (mai 2019).
Si vous disposez d'ouvrages ou d'articles de référence ou si vous connaissez des sites web de qualité traitant du thème abordé ici, merci de compléter l'article en donnant les références utiles à sa vérifiabilité et en les liant à la section « Notes et références ».
Mats-Ola Carlsson, né le 28 janvier 1961, est un ancien footballeur suédois, évoluant au poste de défenseur. Au cours de sa carrière, il évolue principalement au club de l'IFK Göteborg. Avec celui-ci, il remporte la coupe UEFA 1986-1987 et le championnat de Suède de la même année.

## Biographie
Avec l'IFK Göteborg, il joue 12 matchs lors la coupe UEFA 1986-1987, compétition qu'il remporte en disputant les deux matchs de la finale contre Dundee United. Il joue aussi deux matchs lors de la coupe UEFA 1988.
En 1987, il remporte le championnat de Suède 1987.